# Alain Planès
Alain Planès (Lyon, 20 de enero de 1948) es un pianista francés.

## Carrera
Hizo estudios musicales en Lyon, donde dio su primer concierto a los ocho años. Se perfecciona en París con Jacques Fevrier. En 1970 se traslada a los Estados Unidos a trabajar con Menahem Pressler – entonces pianista del Beaux Arts Trío - en la Universidad de Indiana en Bloomington. Desarrolla también sus cualidades de acompañante con Franco Gulli, Janos Starker y William Primrose. En Marlboro recibe consejos de Rudolf Serkin. Después da sus primeros conciertos en colaboración con el violonchelista Janos Starker en los Estados Unidos y en Europa.
De vuelta en Francia en 1977, es nombrado pianista solista del Ensemble Intercontemporain de Pierre Boulez hasta 1981.
Es invitado regularmente a numerosos festivales franceses e internacionales (La Roque de Anthéron, Montreux, Folle Journée de Nantes, etc.).
Da conciertos en Europa, Estados Unidos y Japón, bajo la dirección de directores como Sylvain Cambreling, Kent Nagano o Emmanuel Krivine. Como reconocido músico de cámara actúa con Schlomo Mintz, Salvatore Accardo y el Cuarteto Talich. También ha acompañado a los cantantes Robert Tear y José Van Dam.
Alain Planès es también director de orquesta y como tal en el Festival de Aix en Provence dirigió una versión escénica de la obra de Jánacek Diario de un desaparecido,  también dirigió el estreno mundial de una ópera de cámara, La frontière de Philippe Manoury.

## Estilo
De su manera de abordar las obras que toca dice: "En la música del pasado, el reto es imaginar cómo quería el compositor que sonara su obra, y el único camino es seguir sus indicaciones". Pero eso no basta para recrear el carácter de la música, por lo que puntualiza: "Pienso como Mahler, que decía que en una partitura todo está escrito menos lo esencial. La interpretación siempre es un reto. Hace falta encontrar el carácter de la música, acertar en los cambios de atmósfera".

## Grabaciones
Ha grabado en 2009 Chopin en un Pleyel, sobre un piano de la época del compositor, 1836, en que Chopin había tocado en concierto el 21 de febrero de 1842. Estas interpretaciones en instrumentos de época se hacen frecuentemente para las obras pianísticas de Haydn o Scarlatti.
Ha grabado la integral de las sonatas de Schubert en Harmonia Mundi e igualmente la integral de Debussy en el mismo editor. Con motivo del centenario de Debussy ha interpretado la integral de la obra para piano del compositor en recitales que han sido difundidos por France Musique.

## Premios y reconocimientos
- 2016 – Chevalier de la Legión de Honor.